# Železniční trať Berthelsdorf–Großhartmannsdorf
Železniční trať Berthelsdorf–Großhartmannsdorf byla vybudována v letech 1889–1890. Ve stanici Berthelsdorf odbočovala z trati Nossen–Moldava v Krušných horách a vedla přes Brand-Erbisdorf do Großhartmannsdorfu. Měla délku 12 km. Současně s ní byla vybudována čtyřkilometrová trať Brand-Erbisdorf–Langenau.
Dne 2. prosince 1973 byla ukončena osobní doprava mezi Brand-Erbisdorfem a Großhartmannsdorfem. Až do roku 1975 byla obsluhována vlečka výrobce nábytku VEB Sitzmöbel, odbočující v pátém kilometru tratě. Ve zbývajícím úseku byly koleje sneseny.